# ラ・ボンボネーラ
ラ・ボンボネーラ（La Bombonera (スペイン語発音: [la βomboˈneɾa]; 英語: The chocolate box)）、正式名称エスタディオ・アルベルト・J・アルマンド（Estadio Alberto J. Armando）は、アルゼンチンのブエノスアイレス・ラ・ボカ地区にあるサッカー専用スタジアム。リーガ・プロフェシオナルに所属するボカ・ジュニアーズのホームスタジアムである。Bomboneraとは、「チョコレート箱」を意味する。

## 概要
スタジアムは1940年5月25日にボカとCAサン・ロレンソ・デ・アルマグロの親善試合のために最初に使用された。正式名称はエスタディオ・カミロ・シチェーロ (Estadio Camilo Cichero) であったが、2000年12月27日からは現在のエスタディオ・アルベルト・J・アルマンド（以前のクラブ会長の名）に変更された。
しかしサポーターからは「ラ・ボンボネーラ」の愛称で親しまれ、現在では世界中のサッカーファンに広く知れ渡っている。
1996年に改修工事が行われメインスタンドにVIP専用ボックス席を増設。警備上の問題からスタジアムとピッチの間に設置されていた金網のフェンスの代わりに透明な防弾ガラスを設置し、より臨場感が増すようになった。
また「ボケンセ」と呼ばれるサポーターの熱狂的な応援によってスタジアムが激しく震動する事でも知られる。
2022年7月リベルタドーレスカップ・ボカ・ジュニアーズ対コリンチャンス（ブラジル）の試合中、観客のはねた重みでスタンドが揺れ足元に入った亀裂が大きく動く映像がX(旧Twitter)に投稿されたことで老朽化が指摘された。
これを問題視してか、2023年にボカジュニアーズの次期会長候補であるホルヘ・レアレ氏が新スタジアムのプロジェクトを発表した。

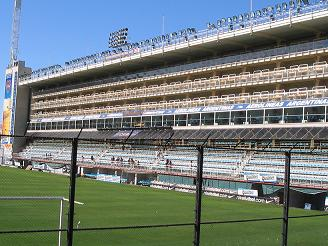
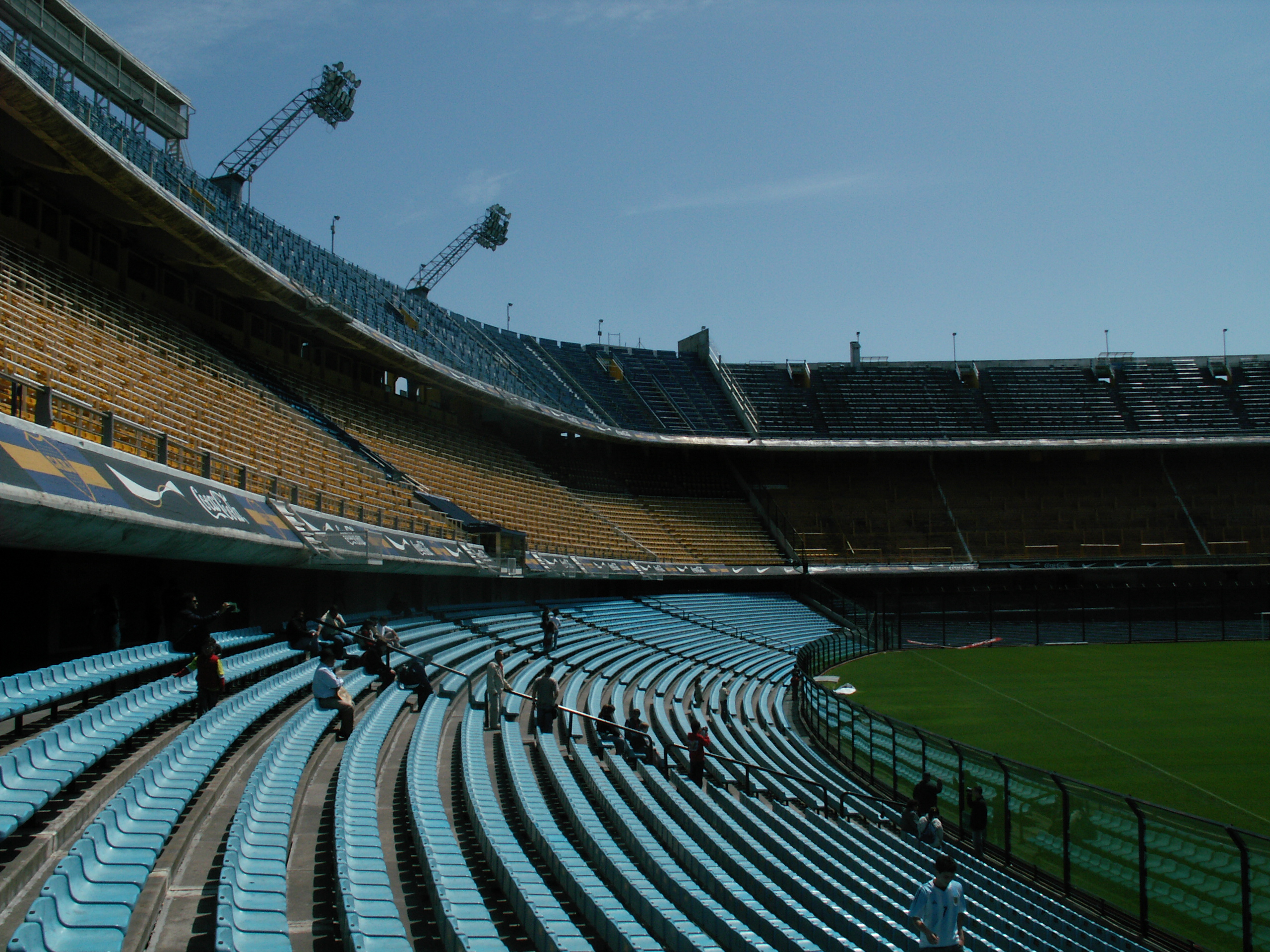
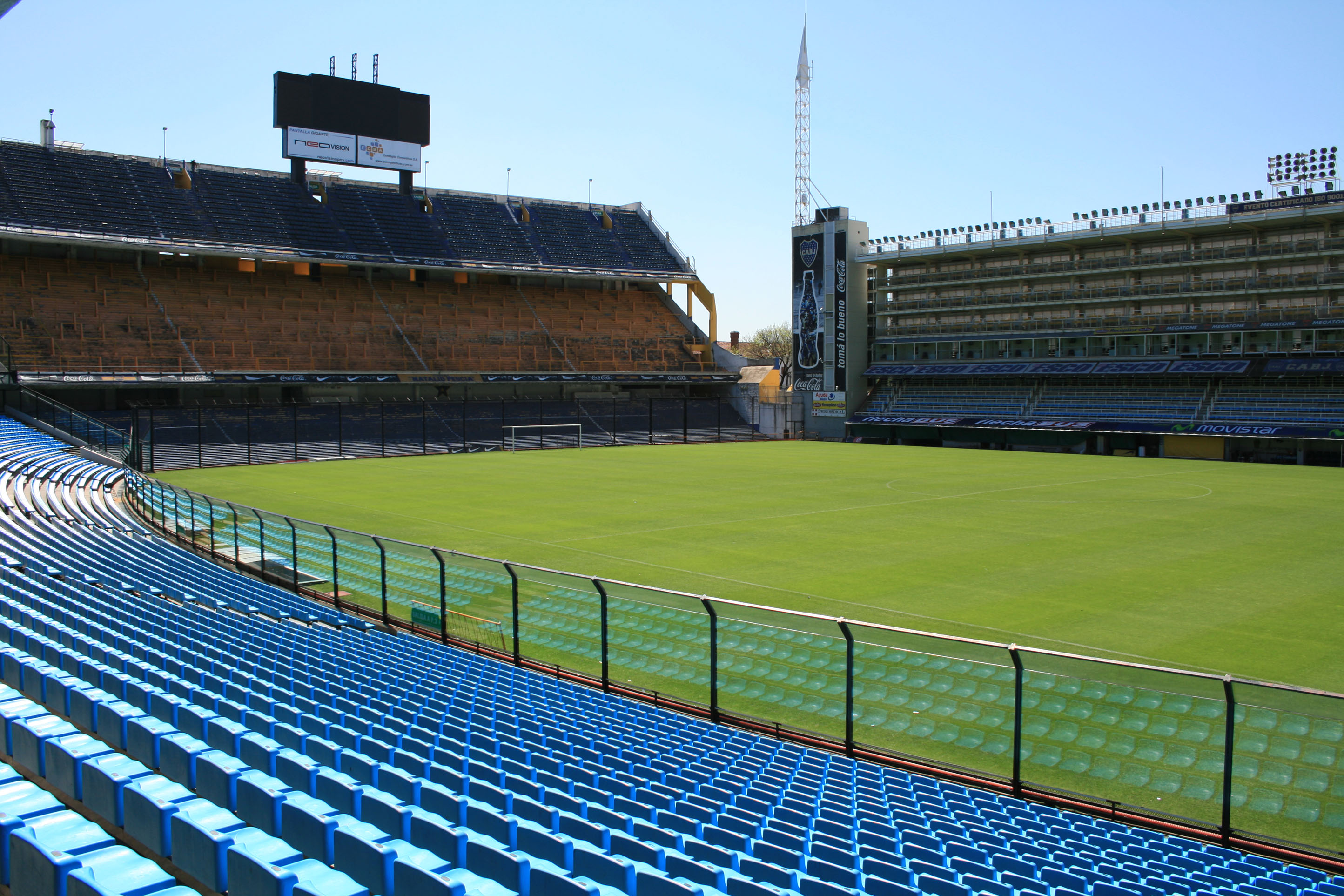